# Discografia dei Thirty Seconds to Mars
La discografia dei Thirty Seconds to Mars, gruppo musicale statunitense, consiste in sei album in studio, tre EP, oltre venti singoli e due singoli promozionali.
I Thirty Seconds to Mars sono stati fondati nel 1998 a Los Angeles da Jared Leto e dal fratello Shannon Leto. Nel 1999 i Thirty Seconds to Mars firmarono un contratto discografico con l'Immortal Records e la Virgin Records, con le quali pubblicarono tre anni dopo l'album di debutto 30 Seconds to Mars. L'album debuttò alla posizione numero 107 nella Billboard 200 e alla numero uno nella Top Heatseekers. Dall'album furono estratti due singoli, Capricorn (A Brand New Name) e Edge of the Earth, i quali si posizionarono nella top ten della Official Rock & Metal Chart. Il primo inoltre raggiunse la posizione numero 31 nella Mainstream Rock Airplay e la numero uno nella Heatseekers Songs. Nel corso degli anni l'album ha venduto oltre due milioni di dischi.
La genesi del secondo album, intitolato A Beautiful Lie, è più complessa e richiede tre anni di gestazione e viaggi attraverso quattro continenti. Pubblicato nel 2005, l'album riscuote un discreto successo commerciale nel mondo, venendo certificato disco di platino negli Stati Uniti e in Italia e vendendo oltre quattro milioni di dischi in tutto il mondo. L'album ha prodotto quattro singoli: Attack, The Kill, From Yesterday e A Beautiful Lie. Attack è stato il brano più inserito nelle radio alternative durante la sua prima settimana, mentre The Kill stabilì il record di 52 settimane di permanenza nella Alternative Airplay dopo aver raggiunto la posizione numero tre nel 2006. Il terzo singolo, From Yesterday, si posizionò alla numero uno della Alternative Songs per diverse settimane. A Beautiful Lie fu pubblicato come quarto singolo dell'album in alcuni paesi, tra cui il Portogallo, dove raggiunse la posizione numero otto.
Dopo una querela intentata dalla EMI conclusa con un nuovo contratto, i Thirty Seconds to Mars pubblicano il loro terzo album This Is War il 4 dicembre 2009. L'album si classificò in vetta alle classifiche statunitensi, raggiungendo la posizione numero uno nella Tastemaker Albums, la numero due nella Alternative Albums e nella Digital Albums, la numero quattro nella Rock Albums e la numero 18 nella Billboard 200. I primi due singoli, Kings and Queens e This Is War, raggiunsero la numero uno nella Alternative Songs e la numero quattro nella Hot Rock & Alternative Songs. Il terzo singolo, Closer to the Edge, detiene il record di otto settimane trascorse alla numero uno della Official Rock & Metal Chart nel corso del 2010. Hurricane 2.0 fu pubblicato come quarto e ultimo singolo dell'album. Il quarto lavoro in studio, Love, Lust, Faith and Dreams, viene pubblicato nel marzo del 2013 dalla Universal Music. Il disco debutta nella top ten di oltre quindi paesi, tra cui Stati Uniti e Regno Unito. L'album produce i singoli Up in the Air, Do or Die e City of Angels, due dei quali si classificarono tra le prime dieci posizione della Alternative Airplay statunitense. L'album successivo, intitolato America, viene reso disponibile nell'aprile del 2018, anticipato dal singolo Walk on Water. 

## Album in studio
| Anno                                                                          | Titolo | Classifiche | Classifiche | Classifiche | Classifiche | Classifiche | Classifiche | Classifiche | Classifiche | Classifiche | Classifiche | Classifiche | Certificazioni |
| Anno                                                                          | Titolo | USA         | AUS         | AUT         | BEL         | FIN         | FRA         | GER         | ITA         | NZL         | PRT         | UK          | Certificazioni |
| ----------------------------------------------------------------------------- | --- | ----------- | ----------- | ----------- | ----------- | ----------- | ----------- | ----------- | ----------- | ----------- | ----------- | ----------- | --- |
| 2002                                                                          | 30 Seconds to Mars - Pubblicazione: 27 agosto 2002 - Etichetta: Immortal, Virgin - Formati: CD, download digitale                               | 107         | 89          | —           | —           | —           | 142         | —           | —           | —           | —           | 136         | - UK: Argento |
| 2005                                                                          | A Beautiful Lie - Pubblicazione: 30 agosto 2005 - Etichetta: Immortal, Virgin - Formati: CD, CD+DVD, LP, download digitale                      | 36          | 20          | 10          | 96          | 15          | 13          | 30          | 8           | 20          | 23          | 38          | - AUS: Oro - CAN: Oro - GER: Platino - ITA: Oro - UK: Platino - USA: Platino                                              |
| 2009                                                                          | This Is War - Pubblicazione: 4 dicembre 2009 - Etichetta: Virgin, EMI - Formati: CD, CD+DVD, LP, download digitale                              | 19          | 18          | 8           | 34          | 19          | 14          | 12          | 19          | 9           | 6           | 15          | - AUS: Oro - AUT: Oro - BEL: Platino (2) - GER: Platino - ITA: Oro - NZL: Oro - PRT: Platino (2) - UK: Platino - USA: Oro |
| 2013                                                                          | Love, Lust, Faith and Dreams - Pubblicazione: 17 maggio 2013 - Etichetta: Virgin, Universal - Formati: CD, CD+DVD, LP, download digitale        | 6           | 4           | 3           | 12          | 6           | 16          | 3           | 3           | 11          | 1           | 5           | - AUT: Oro - GER: Oro - ITA: Oro - PRT: Platino (2) - UK: Oro                                                             |
| 2018                                                                          | America - Pubblicazione: 6 aprile 2018 - Etichetta: Interscope, Universal - Formati: CD, LP, MC, download digitale                              | 2           | 10          | 1           | 7           | 13          | 29          | 1           | 2           | 36          | 2           | 4           | |
| 2023                                                                          | It's the End of the World but It's a Beautiful Day - Pubblicazione: 15 settembre 2023 - Etichetta: Concord - Formati: CD, LP, download digitale | 76          | 9           | 17          | 98          | —           | 34          | 16          | 12          | —           | 25          | 20          | |
| "—" indica una pubblicazione non classificata o non pubblicata in quel Paese. | |             |             |             |             |             |             |             |             |             |             |             | |

## Extended play
| Anno                                                                          | Titolo                                                                                                  | Classifiche | Classifiche | Classifiche | Classifiche | Classifiche | Classifiche | Classifiche | Classifiche | Classifiche | Certificazioni |
| Anno                                                                          | Titolo                                                                                                  | USA         | USA Alt.    | USA Rock    | AUT         | ITA         | NOR         | PRT         | UK          | UK Rock     | Certificazioni |
| ----------------------------------------------------------------------------- | --- | ----------- | ----------- | ----------- | ----------- | ----------- | ----------- | ----------- | ----------- | ----------- | -------------- |
| 2007                                                                          | AOL Sessions Undercover - Pubblicazione: 13 marzo 2007 - Etichetta: Virgin - Formati: download digitale | —           | —           | —           | —           | —           | —           | —           | —           | —           |                |
| 2008                                                                          | To the Edge of the Earth - Pubblicazione: 25 marzo 2008 - Etichetta: Virgin - Formati: CD+DVD           | —           | —           | —           | —           | —           | —           | —           | —           | —           |                |
| 2011                                                                          | MTV Unplugged - Pubblicazione: 19 agosto 2011 - Etichetta: Virgin - Formati: Download digitale          | 76          | 12          | 16          | 38          | 34          | 38          | 2           | 113         | 3           | - PRT: Oro     |
| "—" indica una pubblicazione non classificata o non pubblicata in quel Paese. | |             |             |             |             |             |             |             |             |             |                |

## Singoli
| Anno                                                                          | Titolo                            | Classifiche | Classifiche | Classifiche | Classifiche | Classifiche | Classifiche | Classifiche | Classifiche | Classifiche | Classifiche | Classifiche | Certificazioni                                         | Album di provenienza                               |
| Anno                                                                          | Titolo                            | USA         | USA Alt.    | USA Main.   | USA Rock    | AUS         | AUT         | GER         | NLD         | NZL         | PRT         | UK          | Certificazioni                                         | Album di provenienza                               |
| ----------------------------------------------------------------------------- | --------------------------------- | ----------- | ----------- | ----------- | ----------- | ----------- | ----------- | ----------- | ----------- | ----------- | ----------- | ----------- | ------------------------------------------------------ | -------------------------------------------------- |
| 2002                                                                          | Capricorn (A Brand New Name)      | —           | —           | 31          | —           | —           | —           | —           | —           | —           | —           | —           |                                                        | 30 Seconds to Mars                                 |
| 2003                                                                          | Edge of the Earth                 | —           | —           | —           | —           | —           | —           | —           | —           | —           | —           | —           |                                                        | 30 Seconds to Mars                                 |
| 2005                                                                          | Attack                            | —           | 22          | 38          | —           | —           | —           | —           | —           | —           | 22          | 148         |                                                        | A Beautiful Lie                                    |
| 2006                                                                          | The Kill                          | 65          | 3           | 14          | —           | 20          | 39          | 36          | 51          | 22          | 16          | 28          | - ITA: Oro - UK: Platino - USA: Platino (2)            | A Beautiful Lie                                    |
| 2006                                                                          | From Yesterday                    | 76          | 1           | 11          | —           | 33          | 53          | 72          | 50          | 13          | 17          | 37          | - NZL: Oro                                             | A Beautiful Lie                                    |
| 2007                                                                          | A Beautiful Lie                   | —           | 37          | —           | —           | —           | —           | 92          | —           | —           | 8           | —           |                                                        | A Beautiful Lie                                    |
| 2009                                                                          | Kings and Queens                  | 82          | 1           | 20          | 4           | 67          | 35          | 39          | 21          | 14          | 9           | 28          | - NZL: Oro - UK: Oro                                   | This Is War                                        |
| 2010                                                                          | This Is War                       | 72          | 1           | 30          | 4           | —           | 73          | 79          | 52          | —           | —           | 51          | - UK: Argento - USA: Oro                               | This Is War                                        |
| 2010                                                                          | Closer to the Edge                | 99          | 7           | —           | 21          | 13          | 20          | 26          | 44          | 21          | 2           | 44          | - AUS: Platino - NZL: Oro - PRT: Platino - UK: Argento | This Is War                                        |
| 2010                                                                          | Hurricane 2.0 (feat. Kanye West)  | —           | —           | —           | —           | 67          | —           | 45          | —           | —           | 27          | 124         |                                                        | This Is War                                        |
| 2011                                                                          | Night of the Hunter               | —           | —           | —           | 50          | —           | —           | —           | —           | —           | 90          | —           |                                                        | This Is War                                        |
| 2013                                                                          | Up in the Air                     | 107         | 3           | 22          | 16          | 68          | 45          | 47          | 49          | —           | 12          | 45          | - PRT: Oro - VEN: Oro                                  | Love, Lust, Faith and Dreams                       |
| 2013                                                                          | Do or Die                         | —           | 20          | —           | 38          | —           | 75          | —           | 42          | —           | 16          | —           |                                                        | Love, Lust, Faith and Dreams                       |
| 2013                                                                          | City of Angels                    | —           | 8           | —           | 31          | 93          | —           | 92          | —           | —           | 17          | —           | - PRT: Oro                                             | Love, Lust, Faith and Dreams                       |
| 2014                                                                          | Stay                              | —           | —           | —           | —           | —           | —           | —           | —           | —           | —           | —           |                                                        | /                                                  |
| 2017                                                                          | Walk on Water                     | 106         | 2           | 6           | 5           | 99          | 38          | 84          | 50          | —           | 39          | 87          | - CAN: Oro - USA: Oro                                  | America                                            |
| 2018                                                                          | Dangerous Night                   | —           | 2           | —           | 8           | —           | 53          | 78          | —           | 50          | 36          | —           | - ITA: Oro                                             | America                                            |
| 2018                                                                          | One Track Mind (feat. ASAP Rocky) | —           | —           | —           | 35          | —           | —           | —           | —           | —           | —           | —           |                                                        | America                                            |
| 2018                                                                          | Rescue Me                         | —           | 18          | —           | 31          | —           | —           | —           | —           | —           | —           | —           |                                                        | America                                            |
| 2019                                                                          | Love Is Madness (feat. Emma)      | —           | —           | —           | —           | —           | —           | —           | —           | —           | —           | —           |                                                        | /                                                  |
| 2023                                                                          | Stuck                             | —           | 2           | 35          | 30          | —           | —           | —           | 63          | —           | —           | —           |                                                        | It's the End of the World but It's a Beautiful Day |
| 2023                                                                          | Life Is Beautiful                 | —           | —           | —           | —           | —           | —           | —           | —           | —           | —           | —           |                                                        | It's the End of the World but It's a Beautiful Day |
| 2023                                                                          | Get Up Kid                        | —           | —           | —           | —           | —           | —           | —           | —           | —           | —           | —           |                                                        | It's the End of the World but It's a Beautiful Day |
| 2023                                                                          | Seasons                           | —           | 23          | —           | 33          | —           | —           | —           | —           | —           | —           | —           |                                                        | It's the End of the World but It's a Beautiful Day |
| 2023                                                                          | World On Fire                     | —           | —           | —           | —           | —           | —           | —           | —           | —           | —           | —           |                                                        | It's the End of the World but It's a Beautiful Day |
| "—" indica una pubblicazione non classificata o non pubblicata in quel Paese. |                                   |             |             |             |             |             |             |             |             |             |             |             |                                                        |                                                    |

## Singoli promozionali
| Anno | Titolo             | Classifiche | Classifiche | Album di provenienza |
| Anno | Titolo             | LET         | POL         | Album di provenienza |
| ---- | ------------------ | ----------- | ----------- | -------------------- |
| 2010 | Search and Destroy | 16          | 45          | This Is War          |

## Altri brani entrati in classifica
| Anno                                                                          | Titolo                         | Classifiche | Classifiche | Classifiche | Classifiche | Album di provenienza          |
| Anno                                                                          | Titolo                         | USA Rock    | AUT         | PRT         | UK Rock     | Album di provenienza          |
| ----------------------------------------------------------------------------- | ------------------------------ | ----------- | ----------- | ----------- | ----------- | ----------------------------- |
| 2008                                                                          | Buddha for Mary                | —           | —           | —           | 2           | 30 Seconds to Mars            |
| 2008                                                                          | Echelon                        | —           | —           | —           | 9           | 30 Seconds to Mars            |
| 2008                                                                          | Fallen                         | —           | —           | —           | 36          | 30 Seconds to Mars            |
| 2008                                                                          | Battle of One                  | —           | —           | 27          | —           | A Beautiful Lie               |
| 2008                                                                          | Hunter                         | —           | —           | 4           | —           | A Beautiful Lie               |
| 2010                                                                          | Bad Romance                    | —           | —           | —           | 11          | This Is War (edizione deluxe) |
| 2010                                                                          | Hurricane                      | —           | —           | —           | 39          | This Is War (edizione deluxe) |
| 2010                                                                          | Stronger                       | —           | —           | —           | 34          | This Is War (edizione deluxe) |
| 2011                                                                          | Kings and Queens               | —           | 38          | —           | —           | MTV Unplugged                 |
| 2011                                                                          | Where the Streets Have No Name | —           | —           | 2           | —           | MTV Unplugged                 |
| 2018                                                                          | Love Is Madness (feat. Halsey) | 9           | —           | —           | —           | America                       |
| "—" indica una pubblicazione non classificata o non pubblicata in quel Paese. |                                |             |             |             |             |                               |

## Video musicali
| Anno | Titolo                       | Regista             |
| ---- | ---------------------------- | ------------------- |
| 2002 | Capricorn (A Brand New Name) | Paul Fedor          |
| 2003 | Edge of the Earth            | Kevin McCullough    |
| 2005 | Attack                       | Paul Fedor          |
| 2006 | The Kill                     | Bartholomew Cubbins |
| 2006 | From Yesterday               | Bartholomew Cubbins |
| 2008 | A Beautiful Lie              | Angakok Panipaq     |
| 2009 | Kings and Queens             | Bartholomew Cubbins |
| 2010 | Closer to the Edge           | Bartholomew Cubbins |
| 2010 | Hurricane                    | Bartholomew Cubbins |
| 2011 | This Is War                  | Édouard Salier      |
| 2013 | Up in the Air                | Bartholomew Cubbins |
| 2013 | Do or Die                    | Bartholomew Cubbins |
| 2013 | City of Angels               | Jared Leto          |
| 2017 | Walk on Water                | Jared Leto          |
| 2018 | Rescue Me                    | Mark Romanek        |
| 2021 | Hail to the Victor           | Jared Leto          |
| 2023 | Stuck                        | Jared Leto          |

## Altre apparizioni
| Anno | Titolo                                                | Album                           |
| ---- | ----------------------------------------------------- | ------------------------------- |
| 2006 | Santa Through the Back Door                           | Kevin & Bean's Super Christmas  |
| 2007 | Stronger                                              | Radio 1's Live Lounge, Volume 2 |
| 2008 | The Only One (Remix 4 by 30 Seconds to Mars)          | Hypnagogic States               |
| 2013 | Stay                                                  | BBC Radio 1's Live Lounge 2013  |
| 2014 | Do or Die (Afrojack vs. Thirty Seconds to Mars Remix) | Forget the World                |